# San Francisco, Platón Sánchez
San Francisco är en ort i Mexiko.   Den ligger i kommunen Platón Sánchez och delstaten Veracruz, i den sydöstra delen av landet, 220 km norr om huvudstaden Mexico City. San Francisco ligger 65 meter över havet och antalet invånare är 222.
Terrängen runt San Francisco är huvudsakligen platt, men åt nordost är den kuperad. Runt San Francisco är det ganska tätbefolkat, med 72 invånare per kvadratkilometer. Närmaste större samhälle är Tantoyuca, 10,0 km nordost om San Francisco. Trakten runt San Francisco består till största delen av jordbruksmark.